# 쿠베라
쿠베라(산스크리트어: कुबेर, IAST: Kubera)는 힌두교에서 부의 신이자 반신성 야크샤들의 왕이다. 그는 북방의 섭정이자 세상의 수호자(로카팔라)로 여겨진다. 그의 많은 별명들은 그를 수많은 반신성 종족의 지배자이자 세계의 보물 소유자로 칭송한다. 쿠베라는 종종 통통한 몸매에 보석으로 장식하고 돈 주머니와 곤봉을 들고 있는 모습으로 묘사된다.
원래 베다 시대의 문헌에서는 악령들의 우두머리로 묘사되었던 쿠베라는 푸라나와 힌두 서사시에서만 데바 (신)의 지위를 얻었다. 경전에는 쿠베라가 한때 랑카를 다스렸으나, 이복형제 라바나에게 전복당하여 나중에 히말라야산맥의 도시 알라카에 정착했다고 설명한다. 쿠베라 도시의 "영광"과 "장려함"에 대한 묘사는 많은 경전에서 발견된다.
쿠베라는 불교와 자이나교의 판테온에도 동화되었다. 불교에서는 힌두 쿠베라의 부계 이름인 다문천왕으로 알려져 있으며 판치카와 동일시되기도 한다. 반면 자이나교에서는 사르바누부티로 알려져 있다. 인도네시아에서는 쿠베라가 다네스와라로도 알려져 있다.

## 도상학
쿠베라는 종종 연꽃잎 색의 피부와 큰 배를 가진 난쟁이로 묘사된다. 그는 세 개의 다리, 여덟 개의 이빨, 한 개의 눈을 가졌으며 보석으로 장식된 것으로 묘사된다. 때때로 그는 사람을 타고 있는 모습으로 묘사되기도 한다. 부러진 이빨, 세 개의 다리, 세 개의 머리, 네 개의 팔과 같은 기형에 대한 묘사는 후기 푸라나 문헌에만 나타난다. 쿠베라는 손에 철퇴, 석류 또는 돈 주머니를 들고 있다. 그는 또한 보석 다발이나 몽구스를 가지고 다닐 수도 있다. 티베트에서 몽구스는 보물의 수호자인 나가에 대한 쿠베라의 승리를 상징하는 것으로 여겨진다. 쿠베라는 불교 도상학에서 보통 몽구스와 함께 묘사된다.

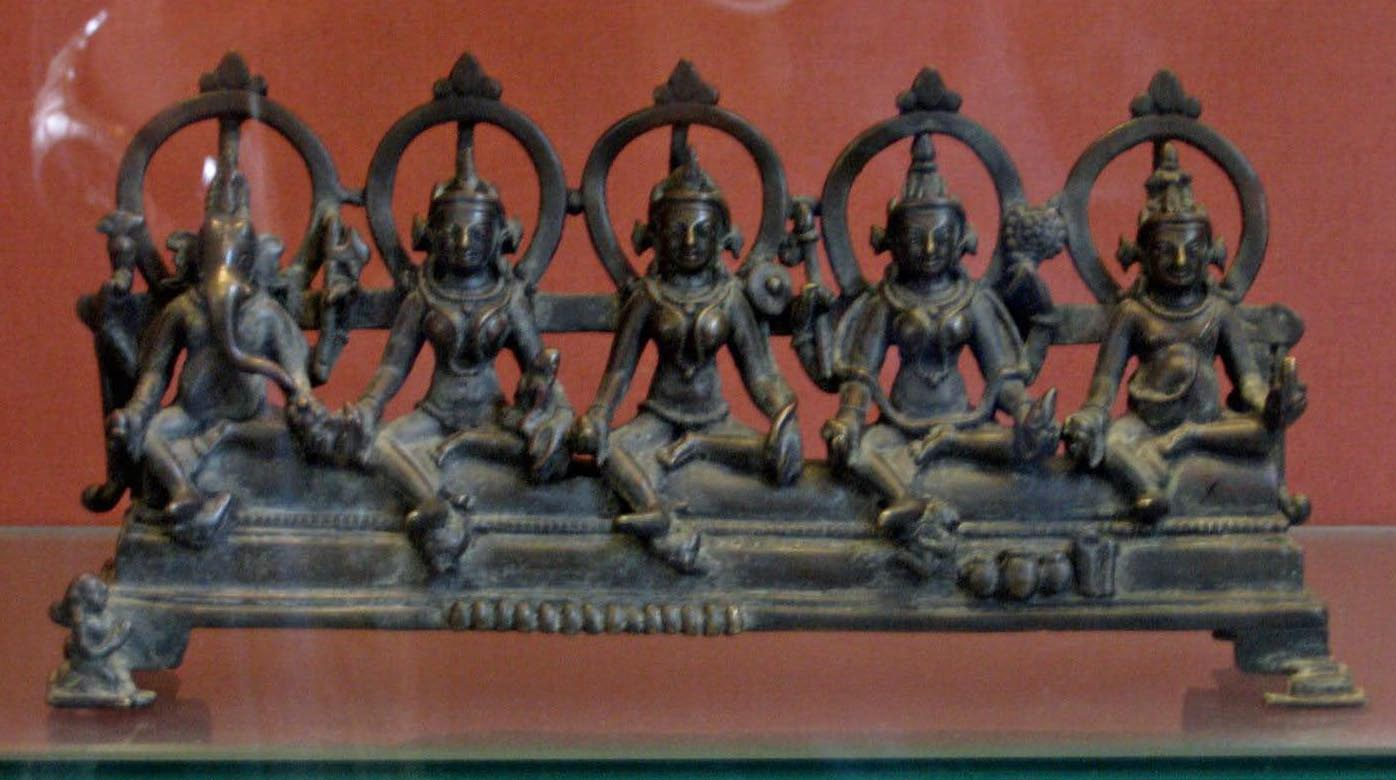
대영박물관에 소장된 가네샤(왼쪽)와 쿠베라(오른쪽)와 함께 있는 청동 마티리카 여신상 그룹. 원래 동인도에서 유래했으며, 마히팔라 1세 재위 43년(c. 1043 AD)에 봉헌되었다.

비슈누다르모타라 푸라나에서는 쿠베라가 아르타("부, 번영, 영광")와 그와 관련된 논문인 아르타샤스트라의 화신으로 묘사되며, 그의 도상학은 이를 반영한다. 쿠베라의 피부색은 연꽃잎과 같다고 묘사된다. 그는 금빛 옷과 장신구로 장식된, 의인화된 국가인 사람을 탄다. 이는 그의 부를 상징한다. 그의 왼쪽 눈은 노란색이다. 그는 갑옷과 큰 배까지 내려오는 목걸이를 착용한다. 비슈누다르모타라 푸라나는 그의 얼굴이 왼쪽으로 기울어져 있고, 수염과 콧수염을 기르고 있으며, 입 끝에서 두 개의 작은 송곳니가 튀어나와 벌을 주고 은혜를 베푸는 그의 힘을 나타낸다고 덧붙여 설명한다. 그의 아내 릿디는 인생의 여정을 상징하며, 그의 왼쪽 무릎에 앉아 왼손은 쿠베라의 등 뒤에 있고 오른손은 라트나-파트라(보석 항아리)를 들고 있다. 쿠베라는 네 개의 팔을 가지고 있어야 하며, 왼손에는 가다(철퇴: 단다니티—정의의 집행의 상징)와 샤크티(힘)를 들고, 오른손에는 사자(아르타를 상징)와 시비카(곤봉, 쿠베라의 무기)를 든 깃발을 들고 있다. 니디 보물 파드마와 샹카는 사람의 형태로 그의 옆에 서 있으며, 각각 연꽃과 소라에서 머리가 솟아나온다.
아그니 푸라나는 쿠베라가 염소 위에 앉아 손에 곤봉을 들고 사원에 세워져야 한다고 명시한다. 쿠베라의 이미지는 금으로 만들어져야 하며, 다채로운 속성을 지녀야 한다. 일부 자료에서는, 특히 자이나교의 묘사에서 쿠베라는 손에 "꿀 병"을 들고 있는 모습으로 묘사되어 술꾼임을 나타낸다.

## 어원 및 다른 이름
쿠베라라는 이름의 정확한 기원은 알려져 있지 않다. 후기 산스크리트어에서 "쿠베라" 또는 "쿠베라"(कुवेर)는 "변형되거나 기괴한" 또는 "기형의 것"을 의미하며, 그의 기형을 나타낸다. 또 다른 설은 쿠베라가 숨기다를 의미하는 동사 뿌리 쿰바에서 유래했을 수 있다고 제시한다. 쿠베라는 또한 쿠(흙)와 비라(영웅)로 나뉜다.
비슈라바("명성")의 아들이므로 쿠베라는 다문천왕(팔리어로는 벳사바나)이라고 불리며, 일라빌라의 아들이므로 아일라빌라라고 불린다. 다문천왕은 때때로 "명성의 아들"로 번역되기도 한다. 수타 니타파 주석은 다문천왕이 쿠베라 왕국의 이름인 비사나에서 유래했다고 말한다. 한때 쿠베라는 시바와 그의 아내 파르바티를 질투심에 바라보다 한쪽 눈을 잃었다. 파르바티는 이 기형의 눈을 노랗게 만들었다. 그래서 쿠베라는 에칵시핑갈라("한쪽 노란 눈을 가진 자")라는 이름을 얻었다. 그는 또한 시바처럼 부테샤("영령의 군주")라고도 불린다. 쿠베라는 보통 영령이나 사람(나라)에 의해 끌리기 때문에 나라-바하나, 즉 그의 바하나가 나라인 자라고 불린다. 홉킨스는 나라를 물의 영령으로 해석하지만, 마니는 나라를 사람으로 번역한다. 쿠베라는 또한 로카팔라로서 사르바바우마라는 코끼리를 탄다. 그의 정원은 차이트라라트라고 불린다.
쿠베라는 또한 "온 세상의 왕", "왕 중의 왕"(라자라자), "부의 군주"(다나디파티), "부의 기증자"(다나다)라는 칭호를 누린다. 그의 칭호는 때때로 그의 신민들과 관련이 있다: "야크샤의 왕"(야크샤라잔), "라크샤사의 군주"(라크샤사디파티), "구햐카의 군주"(구햐카디파), "킨나라의 왕"(킨나라라자), "사람을 닮은 동물의 왕"(마유라자), "사람의 왕"(나라라자). 쿠베라는 또한 구햐디파("숨겨진 자들의 군주")라고 불린다. 아타르바베다는 그를 "숨는 신"이라고 부른다.

## 문학

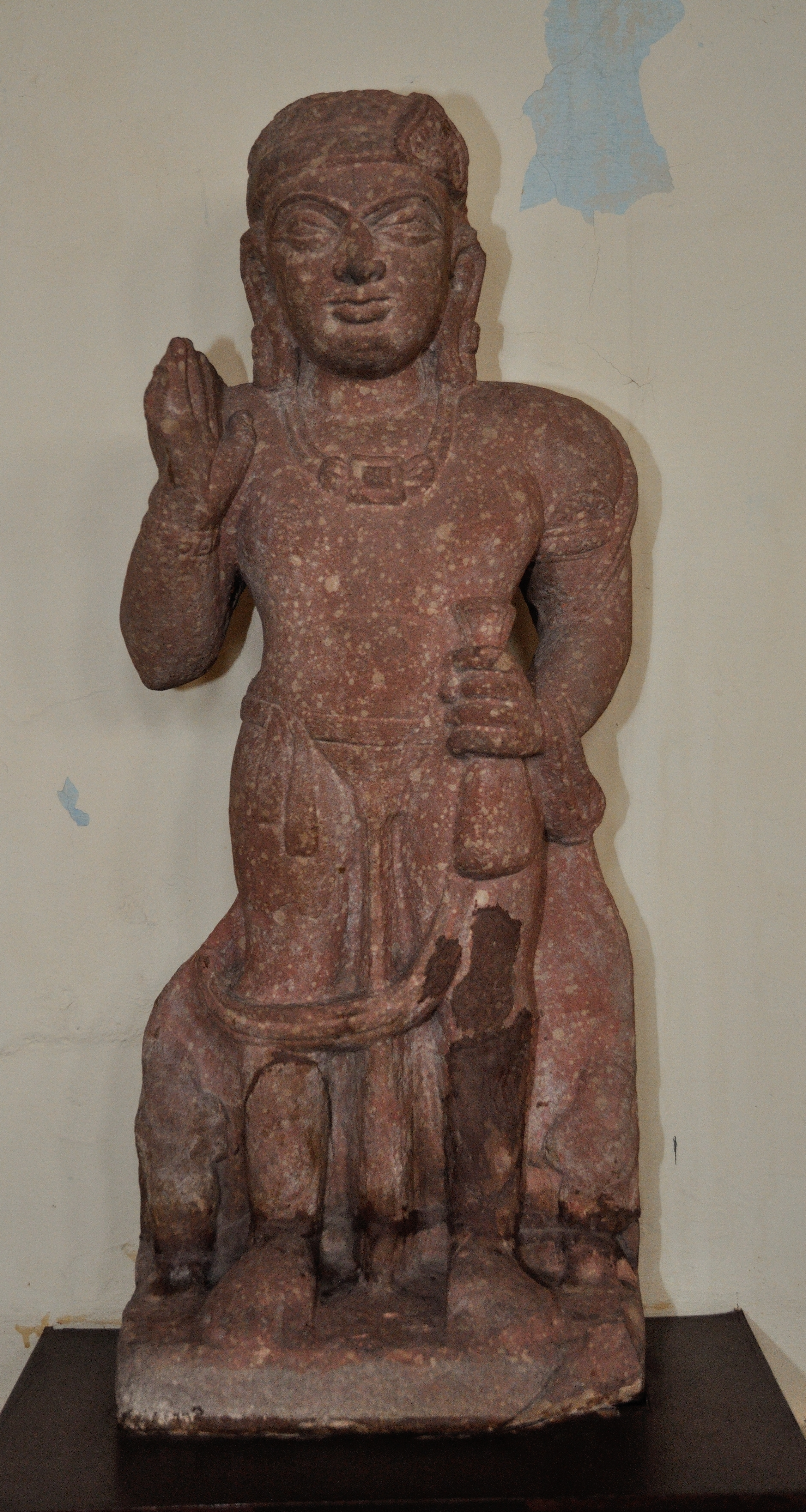
쿠베라, 1세기 CE, 마투라 박물관.

### 초기 묘사와 혈통
아타르바베다—그가 처음 등장하는 곳—와 샤타파타 브라마나에서, 쿠베라는 악령 또는 어둠의 영령의 우두머리이자 바이슈라바나의 아들이다. 샤타파타 브라마나는 그를 도둑과 범죄자들의 군주라고 부른다. 마누 법전에서는 그가 존경받는 로카팔라("세계의 수호자")이자 상인들의 수호신이 된다. 서사시 마하바라타에서 쿠베라는 프라자파티 풀라스티야와 그의 아내 이다비다의 아들이자 현자 비슈라바의 형제로 묘사된다. 쿠베라는 암소에서 태어났다고 묘사된다. 그러나 푸라나에서는 그가 풀라스티야의 손자이자 비슈라바와 그의 아내 일라비다(또는 일리빌라 또는 데바바르니니)의 아들로 묘사되는데, 일라비다는 현자 바라드바자 또는 트리나빈두의 딸이다.
이때까지도 그는 여전히 아수라로 묘사되었지만, 모든 의례적인 희생 제사의 끝에 쿠베라에게 기도를 올렸다. 그의 칭호, 예를 들어 "왕 중의 최고"와 "왕들의 군주"(하리밤사는 쿠베라가 "왕들의 군주"가 되었다고 나타냄)는 천상의 신왕인 인드라의 "신들의 최고"라는 칭호와 대조적으로, 쿠베라가 인간이라는 나중의 믿음으로 이어졌다. 초기 문헌인 가우타마 다르마샤스트라와 아파스탐바는 그를 인간으로 묘사한다. 오직 샨카야나와 히란야케신의 그리하수트라만이 그를 신이라고 부르며, 그에게 고기, 참깨, 꽃을 바치라고 제안한다.

### 푸라나와 서사시의 묘사
푸라나와 서사시 마하바라타, 라마야나는 쿠베라에게 의심할 여지 없는 신성을 부여한다. 쿠베라는 또한 "부의 군주"이자 가장 부유한 데바의 지위를 얻었다. 그는 또한 로카팔라("세계의 수호자")이자 북방의 수호자가 되지만, 때로는 동방과도 연관된다. 쿠베라의 로카팔라 및 디크팔라로서의 지위는 라마야나에서 확고하지만, 마하바라타에서는 일부 목록에 쿠베라가 포함되지 않는다. 따라서 쿠베라는 원래 로카팔라 목록에 나중에 추가된 것으로 간주되며, 원래 목록에는 신 아그니 또는 소마가 그의 자리에 나타난다. 라마야나에 따르면, 이 지위는 창조신이자 풀라스티야의 아버지인 브라흐마가 그의 혹독한 고행에 대한 보상으로 쿠베라에게 부여했다. 브라흐마는 또한 쿠베라에게 세계의 재물(니디)과 "신들과의 동등함", 그리고 나는 전차인 푸슈파카 비마나를 주었다. 쿠베라는 그 후 현대의 스리랑카와 동일시되는 황금 도시 랑카를 다스렸다. 마하바라타는 브라흐마가 쿠베라에게 부의 군주권, 시바와의 우정, 신성, 세계 수호자 지위, 날라쿠베라/날라쿠바라라는 아들, 푸슈파카 비마나, 그리고 나이라타 악마들의 군주권을 부여했다고 말한다.
푸라나와 라마야나 모두 쿠베라의 이복형제자매들을 다룬다. 쿠베라의 아버지 비슈라바는 또한 라크샤사 (반신) 공주 카이케시와 결혼하여 네 명의 라크샤사 자녀를 낳았다: 라마야나의 주요 적수인 라바나, 그리고 그의 형제자매인 쿰바카르나, 비비샤나, 그리고 슈르파나카. 마하바라타는 비슈라바를 쿠베라의 형제로 간주하여, 쿠베라가 라바나와 그의 형제자매들의 삼촌으로 묘사된다. 마하바라타는 쿠베라가 그의 아버지 풀라스티야를 능가하는 은혜를 브라흐마에게 구하자, 풀라스티야가 비슈라바를 창조했다고 기록한다. 비슈라바의 은혜를 구하기 위해 쿠베라는 세 명의 여인을 그에게 보냈고, 그 여인들로부터 비슈라바는 그의 악마 자녀들을 낳았다. 라바나는 브라흐마의 축복을 얻은 후 쿠베라를 랑카에서 쫓아내고 그의 푸슈파카 비마나를 빼앗았는데, 이 비마나는 라바나의 죽음 후 쿠베라에게 반환되었다. 쿠베라는 그 후 히말라야산맥의 신 시바의 거처인 카일라스산 근처의 간다만다나 산에 정착했다. 때로는 카일라스 자체가 쿠베라의 거주지로 불린다. 그의 도시는 보통 알라카 또는 알라카-푸리("곱슬 머리 도시")라고 불리지만, 프라바("찬란함"), 바수다라("보석 박힌"), 바수-스타리("보물들의 거처")라고도 불린다. 그곳에는 쿠베라가 차이트라라타라는 숲을 가지고 있었는데, 잎은 보석이고 과일은 하늘의 소녀들이었다. 그 숲에는 또한 날리니라는 매력적인 호수가 있다. 쿠베라는 종종 서사시에서 시바의 친구로 묘사된다. 파드마 푸라나는 쿠베라가 수년 동안 시바에게 기도했고, 시바가 그에게 야크샤들의 왕권을 부여했다고 말한다.

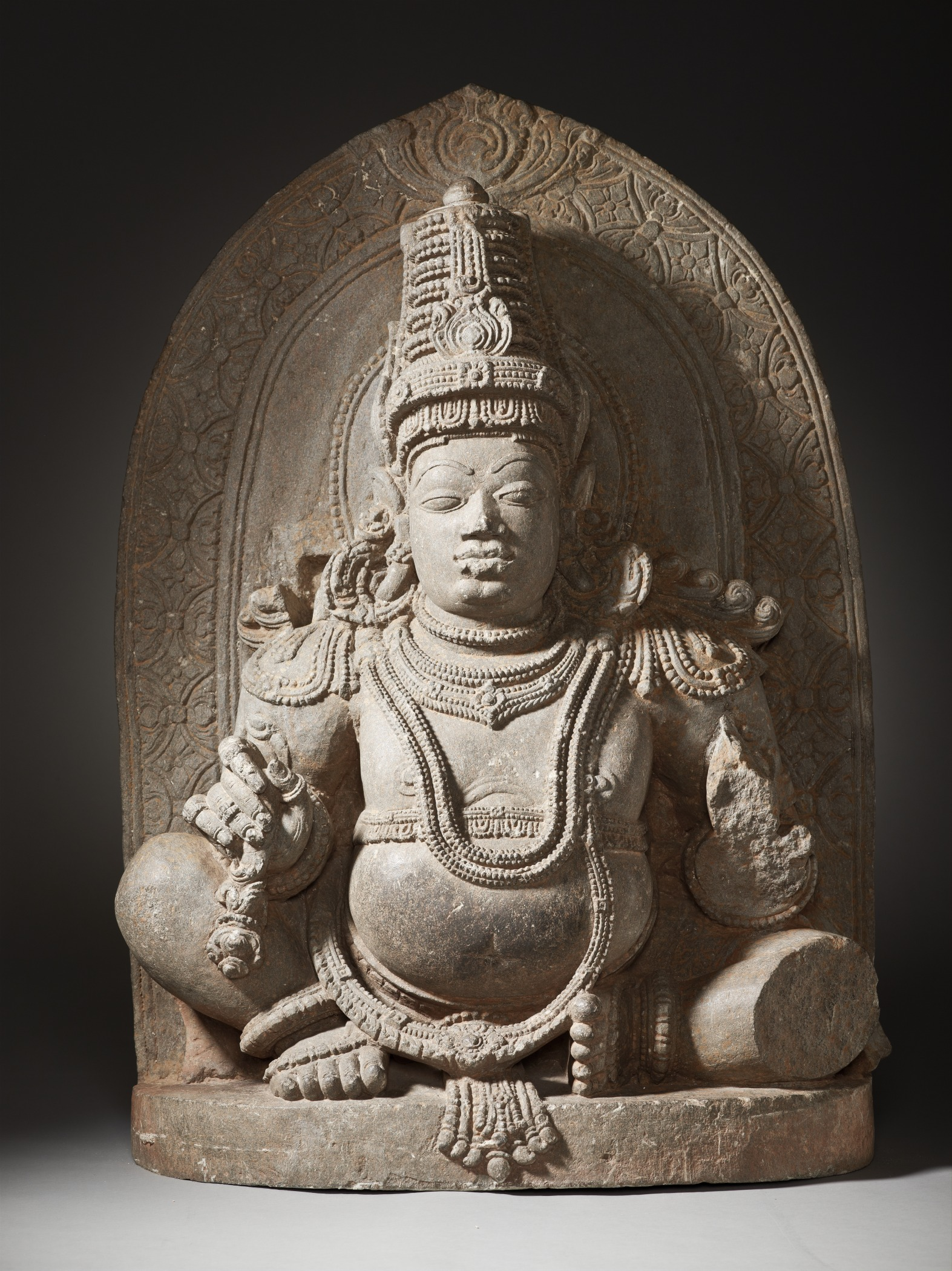
11세기 쿠베라, 카르나타카주.

쿠베라의 웅장한 궁정에 대한 묘사는 마하바라타뿐만 아니라 메가두타에도 나타난다. 여기서 간다르바와 압사라는 쿠베라를 즐겁게 한다. 시바와 그의 아내 파르바티는 종종 쿠베라의 궁정을 방문하며, 그곳에는 비디야다라와 같은 반신적 존재들; 킴푸루샤; 라크샤사; 피샤차; 그리고 파드마와 샹카; 의인화된 보물(니디); 그리고 쿠베라의 수석 시종이자 그의 군대 대장인 마니바드라가 참석한다. 모든 세계 수호자와 마찬가지로 쿠베라에게는 북방의 일곱 현자가 거주한다. 알라카는 한 번 라바나에 의해 약탈당했고, 판다바 왕자 비마에 의해 한 번 공격받은 것으로 기록된다. 쿠베라의 나이라타 군대는 무추쿤다 왕에게 패배한 것으로 묘사되는데, 무추쿤다 왕은 그의 구루 바시슈타의 조언에 따라 그들을 물리쳤다. 아수라의 스승인 슈크라 또한 쿠베라를 물리치고 그의 재물을 훔친 것으로 기록된다. 경전의 또 다른 주요 이야기는 쿠베라가 그의 궁전에서 현자 아쉬타바크라를 접대하는 방법을 기록한다.
쿠베라는 신들의 재무관이며, 반신적인 야크샤, 구햐카, 킨나라, 간다르바의 최고 지배자로, 그들은 그의 조수이자 지구의 보물 수호자, 그리고 그의 도시의 수호자 역할을 한다. 쿠베라는 또한 여행자들의 수호자이자 그를 기쁘게 하는 개인들에게 부를 주는 자이다. 라크샤사 또한 쿠베라를 섬기지만, 일부 식인 라크샤사는 쿠베라와의 전투에서 라바나 편에 선 것으로 묘사된다. 쿠베라는 또한 작은 혼인 신으로 발전했다. 그는 결혼식에서 시바와 함께 불리며, 카메슈바라(카마의 군주 – 쾌락, 욕망 등)로 묘사된다. 그는 수생 유형의 다산과 관련이 있다.
푸라나와 마하바라타에 따르면 쿠베라는 다나바 무라의 딸인 바드라("상서로운") 또는 릿디("번영")와 결혼했다. 그녀는 또한 여성 야크샤인 야크시, 카우베리("쿠베라의 아내"), 차르비("화려함")라고도 불린다. 그들에게는 세 아들이 있었다: 날라쿠바라("갈대-차축"), 마니바드라("보석 박힌 목") 또는 바르나-카비("다채로운 시인"), 마유라자("사람을 닮은 동물의 왕"); 그리고 미나크시("물고기 눈을 가진")라는 딸이 있었다.

## 숭배
세상의 부의 재무관으로서 쿠베라는 숭배되어야 한다고 명시되어 있다. 쿠베라는 또한 벤카테스와라 신(비슈누의 한 형태)에게 파드마바티와의 결혼을 위해 돈을 빌려주었다고 알려져 있다. 이를 기념하기 위해 신자들이 티루파티에 가서 벤카테스와라의 훈디("헌금함")에 돈을 기부하는 것은 그가 쿠베라에게 빚을 갚을 수 있도록 하기 위함이다. 그는 이 때문에 락슈미와도 연관되며, 때로는 쿠베라 락슈미로 그녀와 함께 표현되기도 한다.
쿠베라가 여전히 부의 신으로 기도를 받고 있지만, 그의 역할은 주로 지혜, 행운, 장애 제거의 신인 가네샤에게 인계되었으며, 그는 일반적으로 가네샤와 관련된다.

## 힌두교를 넘어서
쿠베라는 인도와 힌두교 밖에서도 인정받는다. 쿠베라는 불교와 자이나교 신화에서도 인기 있는 인물이다. 동양학자 나가엔드라 쿠마르 싱은 "모든 인도 종교는 힌두교의 원형을 따른 쿠베라를 가지고 있다"고 언급했다.

### 불교
쿠베라는 불교의 다문천왕 또는 잠발라이며, 비사문천이다. 불교의 다문천왕은 힌두교의 쿠베라와 마찬가지로 북방의 섭정, 로카팔라, 야크샤의 군주이다. 그는 각 방위와 관련된 사천왕 중 한 명이다. 불교 전설에서 쿠베라는 아내 귀자모신이 풍요의 상징인 판치카와 동일시되기도 한다. 쿠베라와 판치카의 도상학은 너무나 비슷하여, 특정 경우에 A. 게티는 판치카와 쿠베라를 구별하기가 극도로 어렵다고 논평한다. 비사문천은 십이천(十二天) 중 하나로, 불교 사원 안팎에서 발견되는 수호신(데바 또는 천)으로 불교에 채택된 12명의 힌두 신들 그룹이다. 십이천 그룹은 기존의 팔방천(여덟 방위의 수호자)에 네 명의 신을 추가하여 만들어졌다. 비사문천은 힌두교의 쿠베라처럼 북방을 다스린다.

### 자이나교
자이나교에서 쿠베라는 제19대 티르탕카라 말리나트의 시중 야크샤이다. 그는 보통 사르바누부티 또는 사르바하나라고 불리며, 네 개의 얼굴, 무지개색, 여덟 개의 팔로 묘사될 수 있다. 공의파 종파는 그에게 여섯 개의 무기와 세 개의 머리를 부여하는 반면, 백의파는 그를 네 개에서 여섯 개의 팔, 다양한 무기 선택으로 묘사하지만, 그의 속성인 돈 주머니와 시트론 과일은 일관적이다. 그는 사람이나 코끼리를 탈 수 있다. 그는 힌두교의 쿠베라보다는 불교의 잠발라와 관련이 있다.

## 참고 문헌
- Hopkins, Edward Washburn (1915). 《Epic mythology》. Strassburg K.J. Trübner. ISBN 0-8426-0560-6.
- Sutherland, Gail Hinich (1991). 《The disguises of the demon: the development of the Yakṣa in Hinduism and Buddhism》. SUNY Press. ISBN 0-7914-0622-9.